# Багринова гора (заказник)
Багринова гора — ландшафтний заказник місцевого значення. Об'єкт розташований на території Голосіївського району Києва. Найважливішим є ландшафтне значення даної території, яка формує обличчя міста Києва.

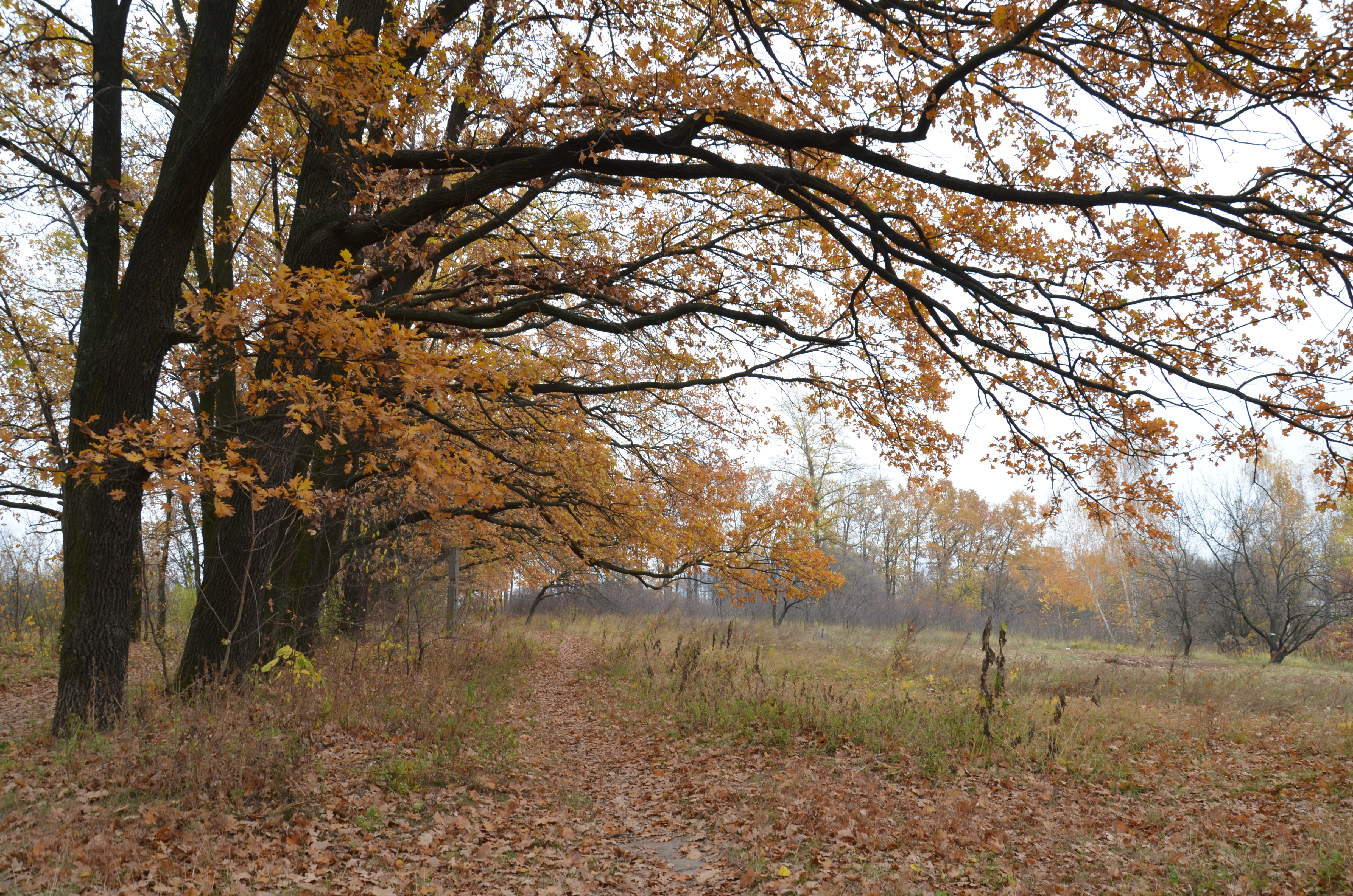
Багринова гора

Площа — 16,8 га, статус отриманий у 2020 році.

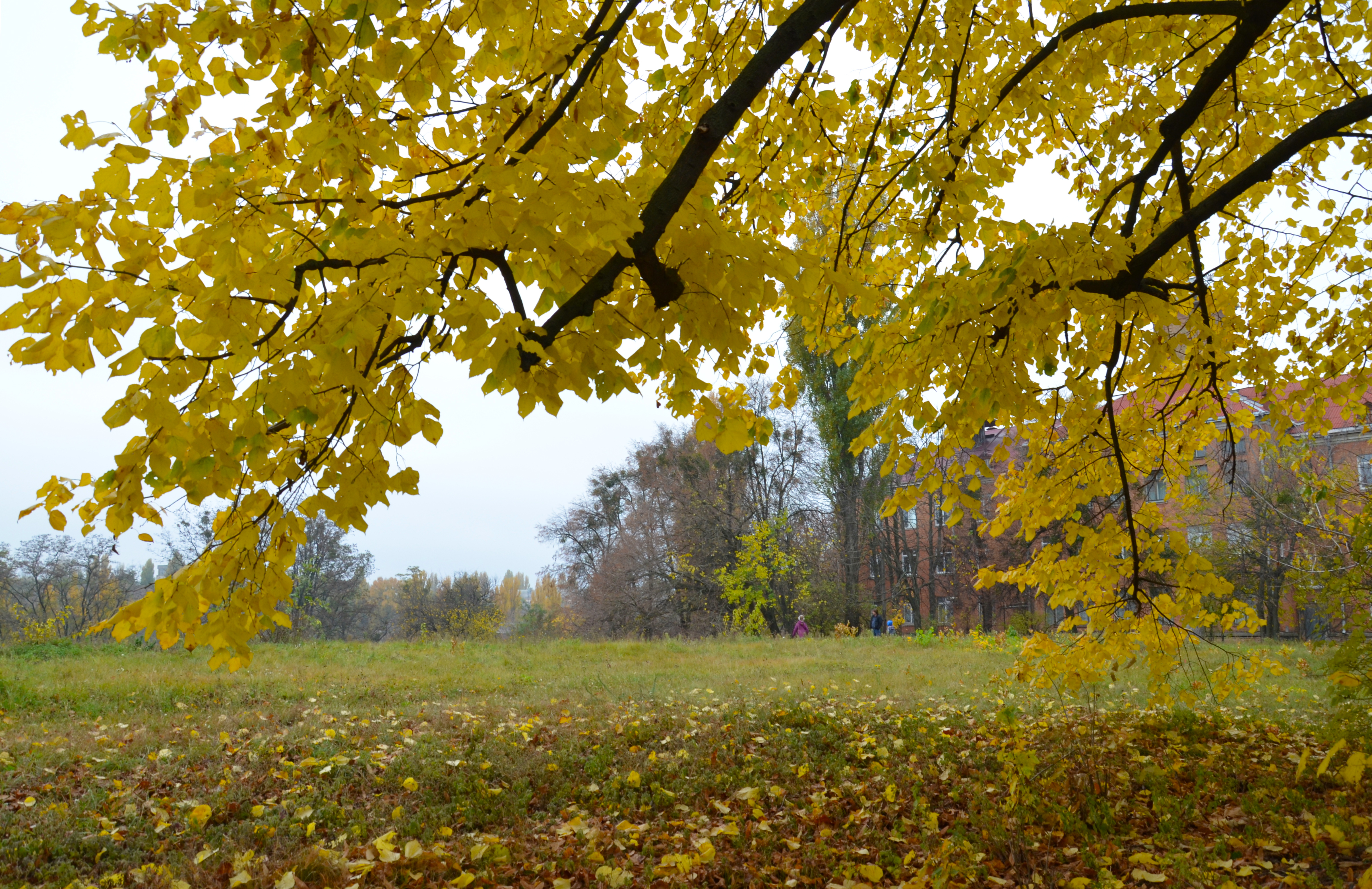
Багринова гора

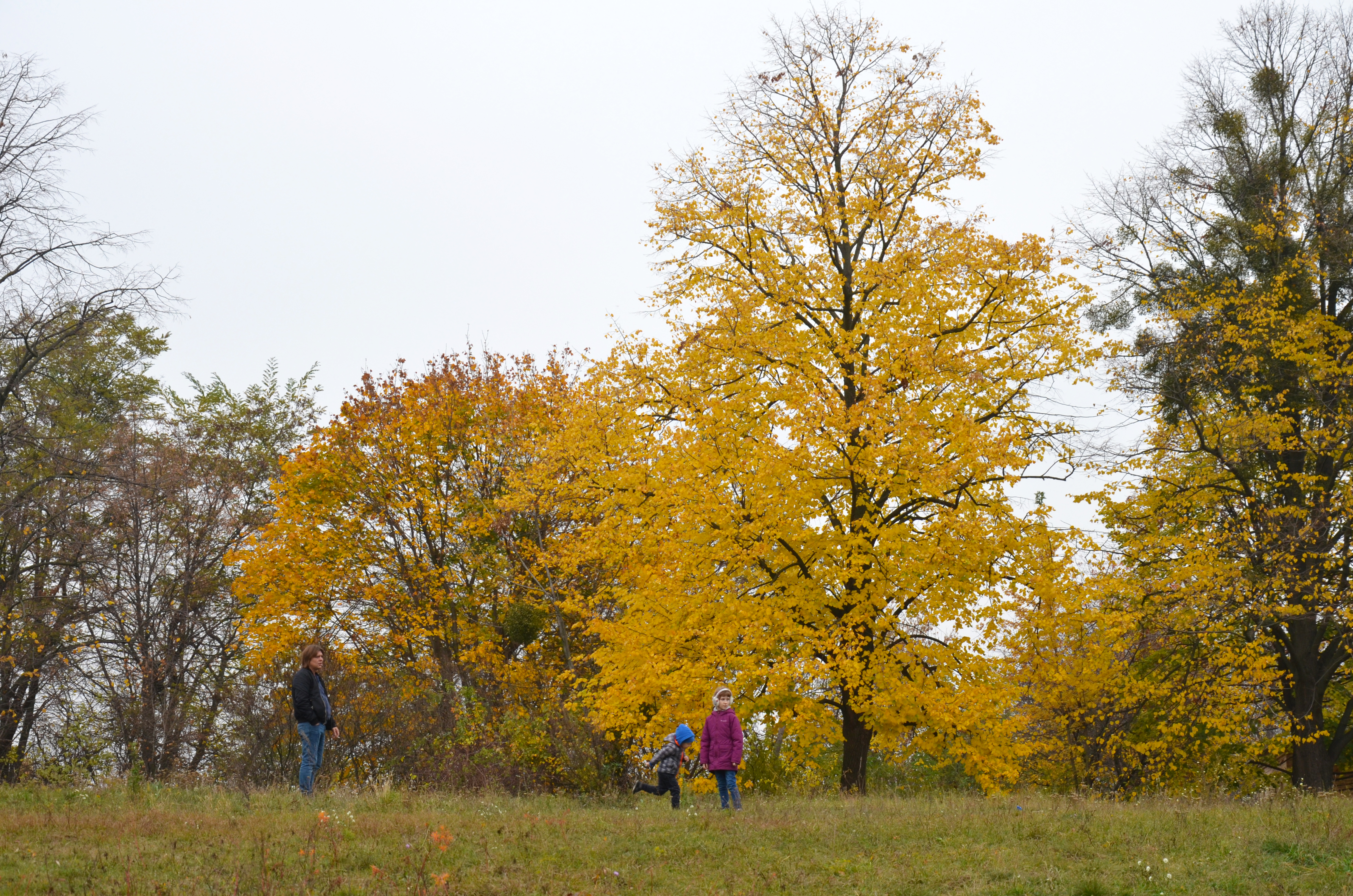
Багринова гора

Тут на схилах збереглися рештки неморальних лісів за участі граба та дуба, а також ділянки лучно-степової рослинності, які на інших київських горах майже скрізь деградували. В складі травостою тут трапляються такі види як гвоздика перетинчаста (Dianthus membranaceus), заяча капуста звичайна (Sedum maximum), в’язіль різнобарвний (Securigera varia). Поблизу на заплавній терасі Віти знаходиться група з семи вікових дубів. Тутешні схили формують ландшафтний краєвид правого берега Дніпра та мають бути збережені від забудови. Тут виявлено кілька біотопів, які охороняються Додатком 1 до Резолюції №4 Бернської конвенції, зокрема комплекс біотопів Х18 — степи, які заростають лісом, а також біотоп Е1.2 багаторічні трав’яні кальцефітні угруповання та степи.